# Boechera platysperma
Boechera platysperma är en korsblommig växtart som först beskrevs av Asa Gray, och fick sitt nu gällande namn av Al-shehbaz. Boechera platysperma. Den ingår i släktet indiantravar, och familjen korsblommiga växter. Inga underarter finns listade i Catalogue of Life.